# Henrik von Appen
Henrik von Appen, né le 15 décembre 1994 à Santiago, est un skieur alpin chilien, spécialiste des épreuves de vitesse (descente et super G).

## Biographie
Henrik von Appen naît le 15 décembre 1994 à Santiago au Chili.
Son cousin Kai Horwitz est un skieur alpin olympique et sa cousine Nadja Horwitz (en) a participé aux épreuves de voile olympique pour le Chili. Son frère Sven est aussi skieur alpin.

## Carrière
Il débute en coupe du monde à Lake Louise en novembre 2013. Il participe aux Jeux olympiques pour le Chili en 2014, 2018 et 2022. Son meilleur résultat aux Jeux olympiques est une 27e place en super G en 2022. En 2018, il est également le porte-drapeau du Chili lors de la cérémonie d'ouverture.
En février 2017, il entre dans le top dix d'une manche de Coupe d'Europe à Hinterstoder (9e de la descente).
Lors des Jeux olympiques de 2018, il doit concourir avec un bandage à la main à la suite d'une chute à Bormio.
Aux Championnats du monde 2019, à Åre, il termine à la 24e place à la descente.
Le 26 novembre 2019, il se déchire le ligament croisé et le ligament latéral du genou droit lors du premier entraînement de la descente de Lake Louise et manque deux saisons de coupe du monde,.
Il marque ses premiers points de coupe du monde le 27 novembre 2022 lors du super G de Lake Louise au Canada. Il est le premier chilien à marquer des points en coupe du monde de ski alpin. Il marque au total cinq fois des points lors de la saison 2022-2023 en terminant notamment 14e du super G de Beaver Creek. Lors des championnats du monde de Courchevel et Méribel, il obtient ses meilleurs résultats dans la compétition en terminant 24e du super G puis 22e de la descente.
Lors de la saison 2023-2024, après une préparation estivale concluante, il se déchire le ligament croisé et le ménisque du genou gauche lors du deuxième entraînement de la descente de Beaver Creek et doit mettre un terme à sa saison.

## Palmarès

### Résultats aux championnats du monde
| Épreuve / Édition                | Descente | Super G | Slalom géant | Slalom  | Combiné |
| Mondiaux 2013 Schladming         | —        | —       | 67e          | Abandon | —       |
| Mondiaux 2015 Vail-Beaver Creek  | 37e      | 38e     | Abandon      | DNS     | 32e     |
| Mondiaux 2017 Saint-Moritz       | 32e      | 29e     | —            | —       | 31e     |
| Mondiaux 2019 Åre                | 24e      | 28e     | —            | —       | Abandon |
| Mondiaux 2023 Courchevel-Méribel | 22e      | 24e     | —            | —       | —       |

Légende :
- — : Henrik von Appen n'a pas participé à cette épreuve
- DNS : N'a pas pris le départ

### Jeux olympiques
| Édition / Épreuve   | Descente | Super-G | Slalom géant | Combiné |
| ------------------- | -------- | ------- | ------------ | ------- |
| JO 2014 Sotchi      | 41e      | 32e     | Abandon      | 32e     |
| JO 2018 Pyeongchang | 34e      | 30e     | —            | DNS2    |
| JO 2022 Pékin       | 32e      | 27e     | —            | Abandon |

Légende :
- — : Henrik von Appen n'a pas participé à cette épreuve
- DNS2 : N'a pas pris le départ de la deuxième manche